# Marine royale suédoise
La Marine royale suédoise (suédois: Marinen) est la marine des forces armées suédoises. Elle est constituée d'unités de surface, de sous-marins – « La flotte » (Kungliga flottan) – ainsi que d'une infanterie de marine, dénommée unité amphibie (Amfibiekåren).
En suédois, les navires de la Marine royale suédoise ont donné le préfixe « HMS », abréviation de Hans/Hennes Majestäts Skepp (le Navire de Sa Majesté).

## Histoire
Le 7 juin 1522, à peu près un an après le retrait de la Suède de l'union de Kalmar, le roi Gustav Ier acheta un certain nombre de navires à la ville hanséatique de Lübeck, ce qui est perçu comme la naissance de la Marine royale suédoise. Le Vasa était un navire du XVIIe siècle de la marine suédoise, alors connu sous le nom de Marine royale suédoise (Kungliga flottan).
Le corps amphibie a été créé le 1er janvier 1902, quand une unité spéciale d'artillerie côtière (Kustartilleriet) fut créée, et que Marinen fut utilisé comme nom pour ce service à part entière. Les dernières années du XXe siècle ont vu l'abandon des fortifications côtières, et les forces qui y étaient affectées sont devenues une branche régulière de la marine, renommée Svenska amfibiekåren (en) (l'Unité Amphibie Suédoise) en 2000.
En 1982, les derniers destroyers sont retirés du service, les sous-marins de la classe Västergötland deviennent les plus grands bateaux de cette marine.

## Organisation
Jusqu'à récemment, la Marine était dirigée par le chef de la Marine (Chefen för Marinen, CM), qui était généralement un vice-amiral. Cette charge a été supprimée, et le plus haut officier de la marine suédoise est désormais l'inspecteur naval (Marininspektören), Anders Grenstad (en).
L'unité amphibie utilise le même système de grades que l'Armée de terre.

### Unités navales
- 1st Submarine flotilla (1. ubflj) à Karlskrona
- 3rd Naval Warfare Flotilla (3. sjöstridsflj) à Karlskrona
- 4th Naval Warfare Flotilla (4. sjöstridsflj) à Muskö

### Unités amphibies
- 1er Régiment amphibie (Amf 1) à Berga

### Bases
- Base navale (MarinB) à Karlskrona avec des sites à Muskö, Berga et Härnösand.

## Équipement
Contrairement à la majorité des autres marines importantes, après la Seconde Guerre mondiale l'objectif de la marine royale suédoise devint la défense de ses côtes et n'est pas censée envoyer ses forces dans d'autres pays. Il manque donc de nombreux navires vitaux pour une guerre loin des frontières comme des porte-avions, des croiseurs, des sous-marins nucléaires (un projet de petit SNA est abandonné en 1963) et des destroyers (le dernier est désarmé en 1982). Les vaisseaux de combats les plus importants sont des corvettes. Ceci limite la résistance de la marine, mais l'utilisation de plus petits bateaux à courte portée était plus adaptée aux missions le long de la côte, dans l'archipel et en mer Baltique.

### Vaisseaux de surface[1]
- Corvettes
  - 5 classe Visby (corvette)
    - HMS Visby (en) (K31)
    - HMS Helsingborg (en) (K32)
    - HMS Härnösand (en) (K33)
    - HMS Nyköping (en) (K34)
    - HMS Karlstad (sv) (K35)

  - 4 classe Göteborg
    - HMS Göteborg (en) (K21)
    - HMS Gävle (en) (K22)
    - HMS Kalmar (en) (K23)
    - HMS Sundsvall (en) (K24)

  - 2 Stockholm class (en)
    - HMS Stockholm (sv) (K11)
    - HMS Malmö (sv) (K12)

- Patrouilleurs
  - 187 Stridsbåt 90

- Dragueurs de mines
  - 7 classe Landsort
  - 4 classe Styrsö
  - HMS Carlskrona (en) (M04)

### Sous-marins
- Sous-marins
  - 3 sous-marins classe Gotland
  - 2 sous-marins classe Södermanland

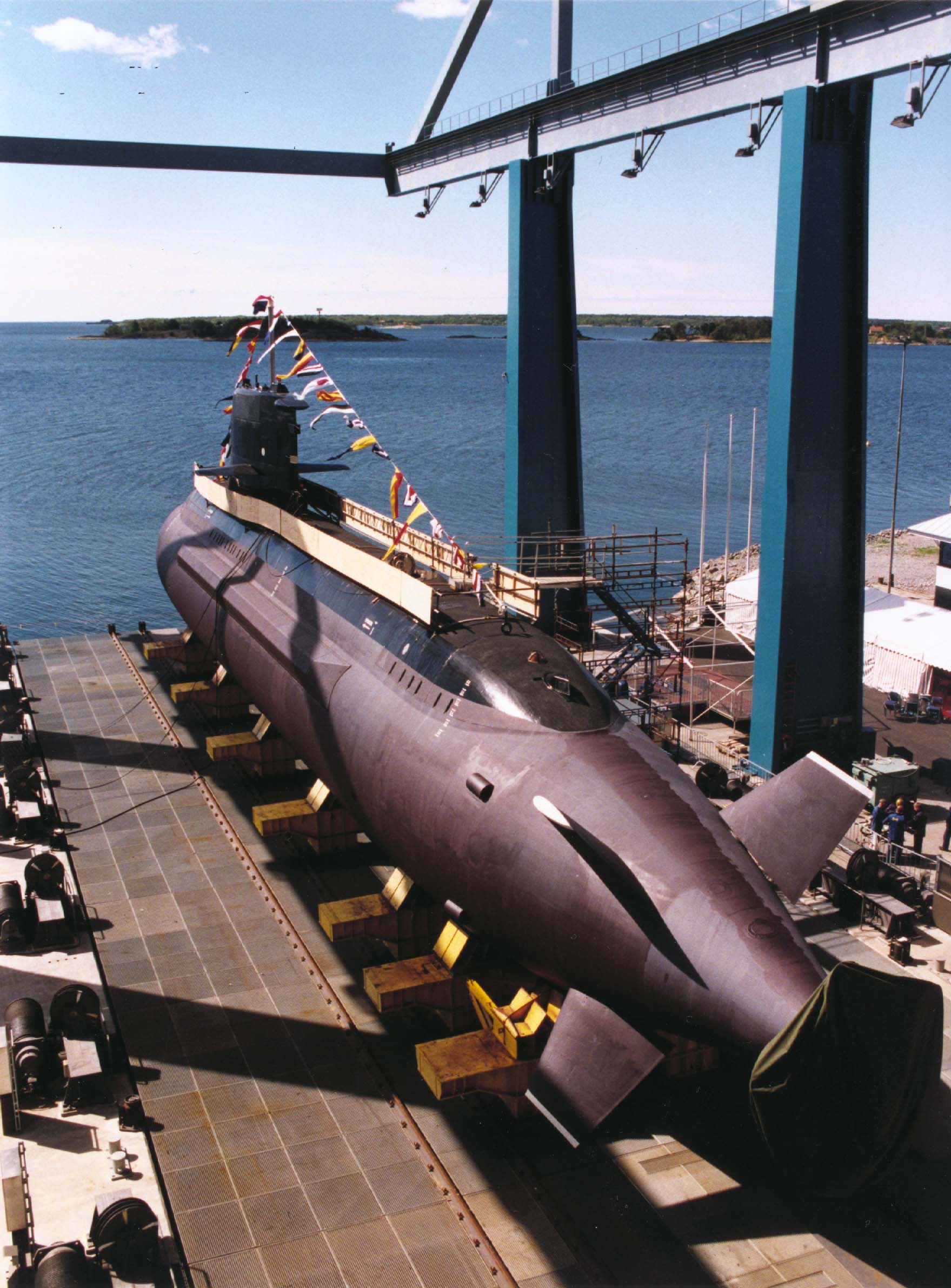
Sous-marin de classe Sjöormen (avant la vente à la Marine de Singapour)
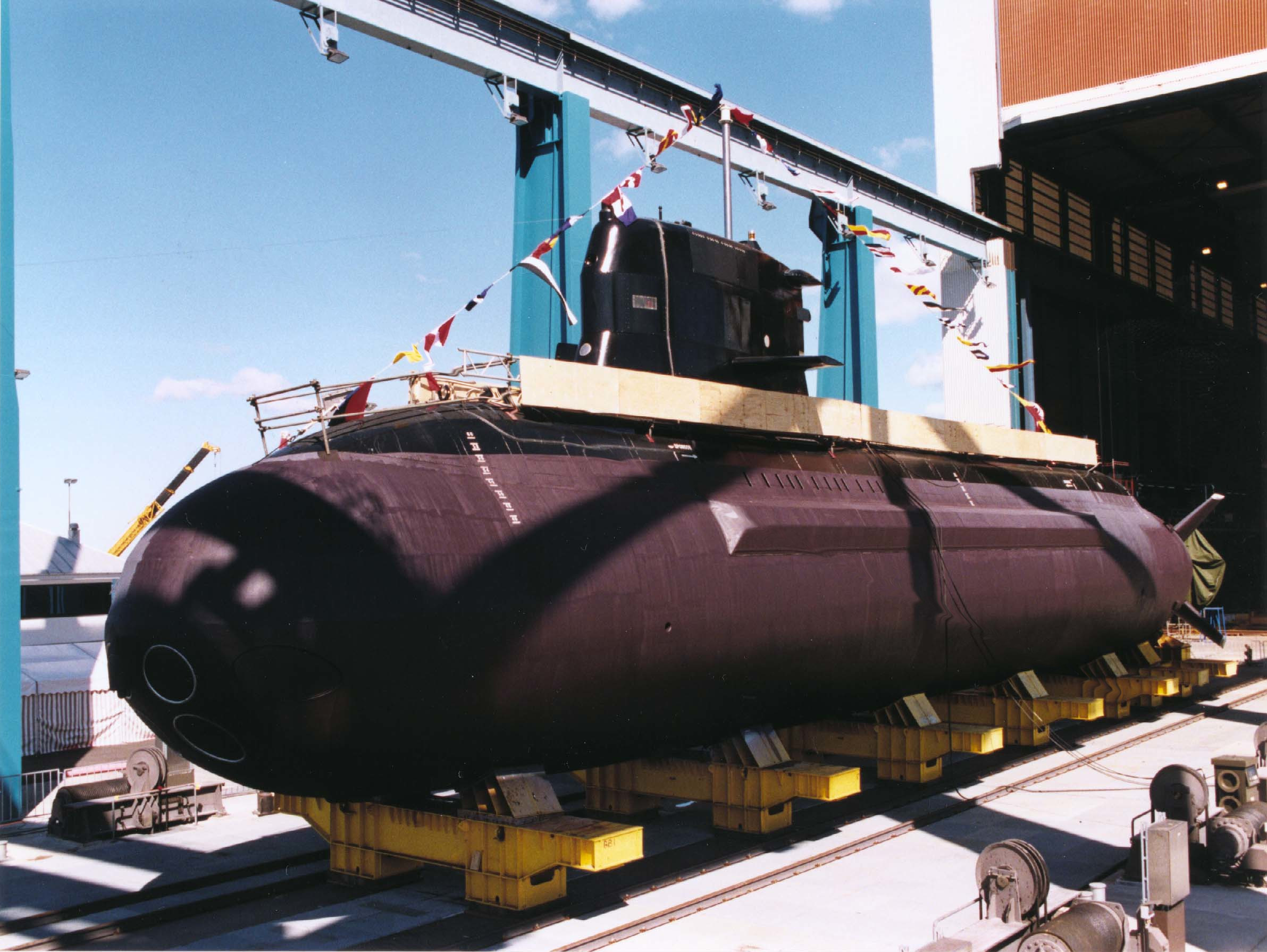
Sous-marin de classe Sjöormen (avant la vente à la Marine de Singapour)
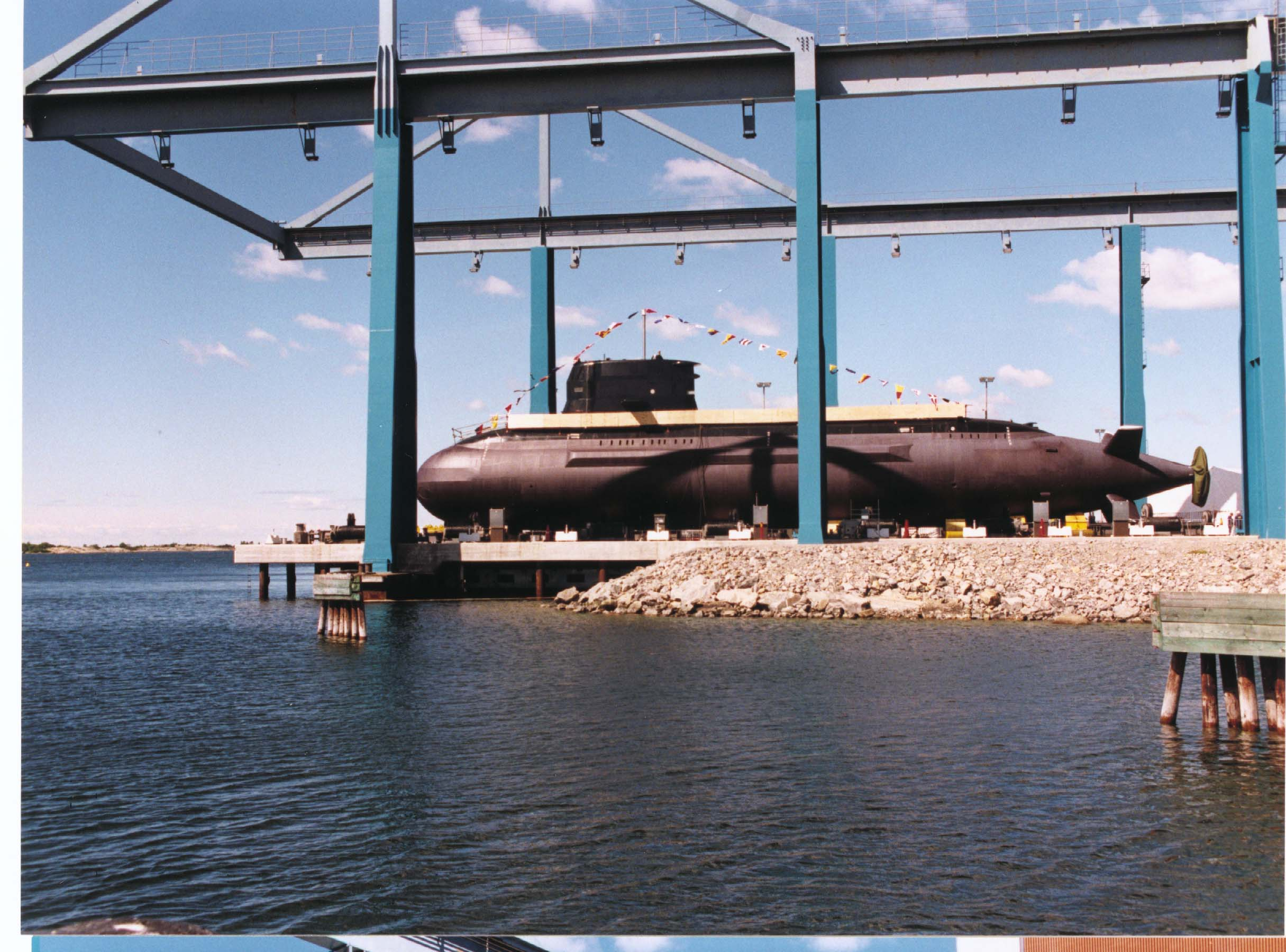
Sous-marin de classe Sjöormen (avant la vente à la Marine de Singapour)
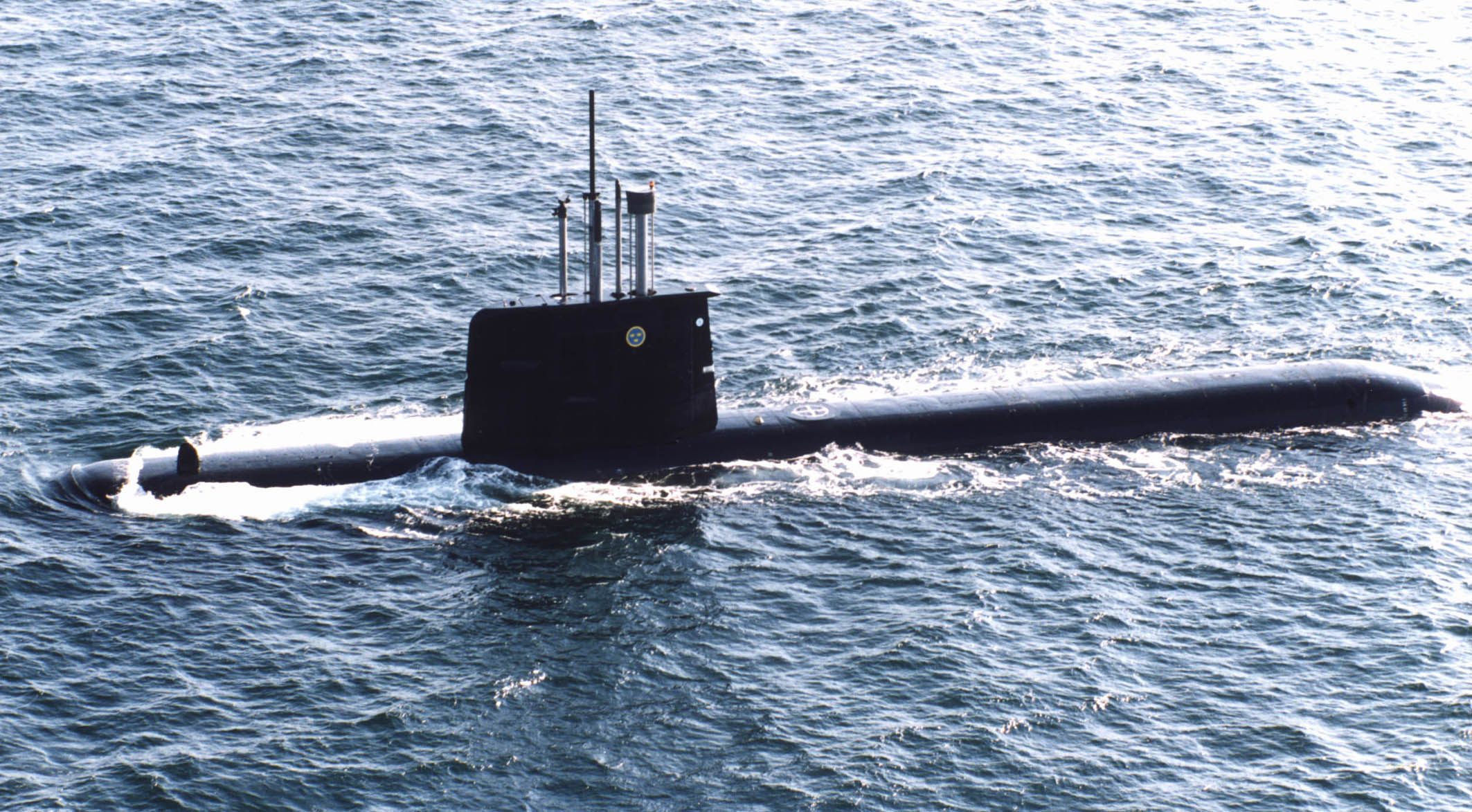
HMS Gotland

### Navires de soutien
- Landing craft
  - ~100 G class landing craft (en)
- Navires auxiliaires
  - 1 Älvsborg-class support vessel
  - 1 Trossö-class support vessel
  - HMS Arkösund (sv)
  - HMS Furusund (sv)
  - HMS Fårösund (sv)
  - HMS Grundsund (sv)
  - HMS Belos (submarine salvage vessel)
  - HMS Urd (sv)
  - HMS Ägir
  - 12 Tapper-class patrol boats
- 2 Torpedo salvage vessels
  - HMS Pelikanen (sv)
  - HMS Pingvinen (sv)
- Transport ships
  - HMS Sleipner (sv)
- SIGINT vessels
  - HMS Orion (en)

### Navires-écoles
- Schooners
  - HMS Falken
  - HMS Gladan

- Navires pour l'éducation à la navigation
  - HMS M21
  - HMS M22
  - HMS Viksten

## Stratégie
Pendant des années, la marine suédoise n'était construite que sur une seule idée: arrêter une invasion massive de la mer baltique, de préférence en provoquant des pertes massives avant que l'ennemi ne puisse atteindre les côtes.
Après l'effondrement de l'URSS, la seule véritable menace régionale disparut momentanément pendant deux décennies. Mais dans les années 2010 les incursions de sous-marins et d'avions de l'armée russe reprirent. L'armée suédoise et l'armée de l'air ont une présence affirmée dans les missions de maintien de la paix de l'ONU. La Marine suédoise dispose de 4 unités rapidement déployables, « on 30 days standby », mais n'a encore participé à aucune mission. Il s'agit d'un escadron de corvettes (2 navires de classe Göteborg) accompagné d'un navire de soutien, un escadron dragueur de mines (2 navires de classe Landsort) accompagné d'un navire de soutien, un sous-marin et un élément de soutien naval avancé. Au cours des prochaines années, une unité amphibie devrait aussi être mise en disposition rapide « on 30 days standby ».